# NGC 7700
NGC 7700 (другие обозначения — PGC 71777, MCG -1-60-6) — галактика в созвездии Рыбы.
Этот объект входит в число перечисленных в оригинальной редакции «Нового общего каталога».